# Gaeumannomyces
Gaeumannomyces Arx & D.L. Olivier  – rodzaj grzybów workowych należący do klasy Sordariomycetes.

## Charakterystyka
Grzyby mikroskopijne. Perytecja są czarne, szerokoelipsoidalne lub kuliste i zanurzone w tkankach roślin żywicielskich, ponad które wystaje tylko ich wydłużona szyjka pokryta włoskami. Worki są unitunikowe, cylindryczne lub maczugowate, u podstawy zwężone w trzoneczek. Mają grube, ale nierozwarstwiające się ściany. Otwór perytecjum na szczycie, duży, otoczony wyraźnym pierścieniem, często amyloidalnym. W perytecjach początkowo występują nitkowate wstawki, ale zanikają podczas dojrzewania askospor. Askospory cylindryczne lub nitkowate, hialinowe lub żółtawe, dojrzałe są kilkukomórkowe.
Znane są również postacie rozmnażające się bezpłciowo (anamorfy). Dawniej zaliczano je do rodzaju Harpophora, obecnie są to synonimy. Mają konidiofory rozgałęzione wertykularnie, często zredukowane do komórek konidiotwórczych, hialinowe do brązowych. Komórki konidiotwórcze wyrastają bezpośrednio z grzybni, lub pojedynczo na krótkich konidioforach. Są cylindryczne, proste lub lekko zagięte. Konidia hialinowe o kształcie od jajowatego do cylindrycznego, proste lub zakrzywione, o podstawie łagodnie lub ostro zwężonej. Hyfopodia początkowo hialinowe,  potem brązowawe, pojedyncze lub klapowane.
Gatunki z rodzaju Gaeumannomyces pasożytują na korzeniach i pędach traw. Niektóre mają duże znaczenie ekonomiczne, wywołują bowiem groźne choroby zbóż i traw. Jedną z nich jest zgorzel podstawy źdźbła.

## Systematyka
Pozycja w klasyfikacji według Index FungorumMagnaporthaceae, Magnaporthales, Diaporthomycetidae, Sordariomycetes, Pezizomycotina, Ascomycota, Fungi.
SynonimyHarpophora W. Gams, Rhaphidophora Ces. & De Not., Rhaphidospora Fr.
GatunkiOpisano 18 gatunków zaliczanych do tego rodzaju (stan na 2020 r.) Niektóre z nich:
- Gaeumannomyces avenae (E.M. Turner) Hern.-Restr. & Crous 2016
- Gaeumannomyces graminis (Sacc.) Arx & D.L. Olivier 1952
- Gaeumannomyces tritici (J. Walker) Hern.-Restr. & Crous 2016